# 奇基亞科查湖 (胡寧區)
11°06′33″S 75°54′43″W / 11.10917°S 75.91194°W
奇基亞科查湖（Chiquiacocha），是秘魯的湖泊，位於該國中部胡寧大區，由胡寧省的胡寧區負責管轄，處於胡寧湖以東和阿爾卡科查湖以南。